# Poniec (ville)
Pour les articles homonymes, voir Poniec.
Poniec (prononciation : [ˈpɔɲet͡s], en allemand : Punitz) est une ville de la voïvodie de Grande-Pologne et du powiat de Gostyń.
Elle est située à environ 20 kilomètres au sud-ouest de Gostyń, siège du powiat, et à 72 kilomètres au sud de Poznań, capitale de la voïvodie de Grande-Pologne.
Elle est le siège administratif de la gmina de Poniec.
Elle s'étend sur 3,48 km2.

## Géographie

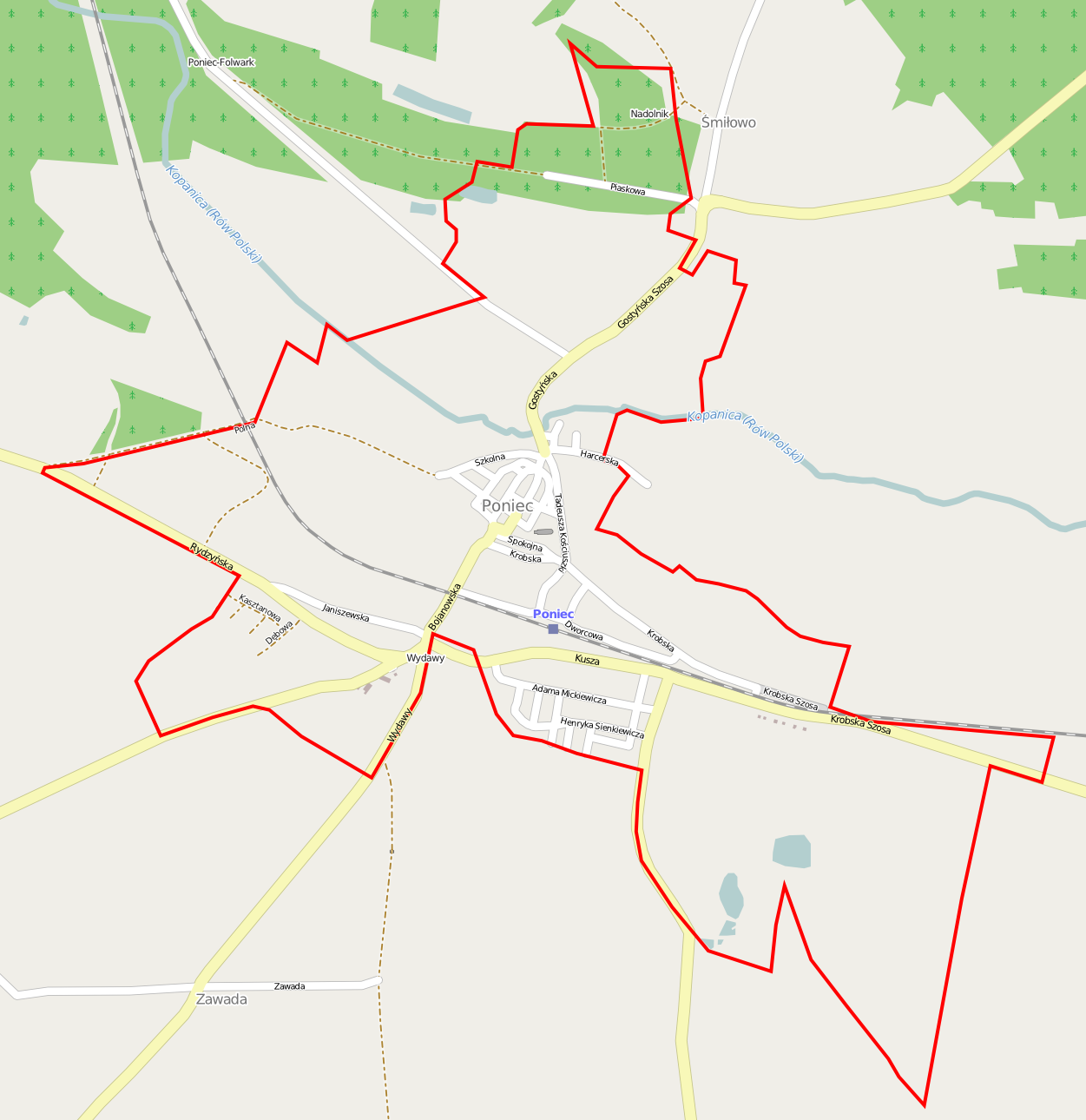
Plan de la ville.

La ville de Poniec est située dans la partie sud de la voïvodie de Grande-Pologne, à proximité de la voïvodie de Basse-Silésie, ainsi qu'avec la région historique et géographique de Silésie. Le paysage est vallonné et à dominante rurale. Poniec s'étend sur 3,48 km2. La rivière Kopanica (pl) passe par la ville.

## Histoire
Poniec a été fondée en 1108 et a obtenu ses droits de ville en 1310. La bataille de Punitz, qui a eu lieu pendant la Grande guerre du Nord, s'est déroulée aux abords de la ville.
 Punitz fait partie de 1815 à 1887 de l'arrondissement de Kröben puis jusqu'en 1920, de l'arrondissement de Gostyn, dans le district de Posen de la province de Posnanie. De 1975 à 1998, la ville faisait partie du territoire de la voïvodie de Leszno. Depuis 1999, la ville fait partie du territoire de la voïvodie de Grande-Pologne.

## Monuments
- l'église paroissiale de la Nativité de la Vierge Marie, construite en 1786 ;
- l'hôtel de ville, construit en 1843.

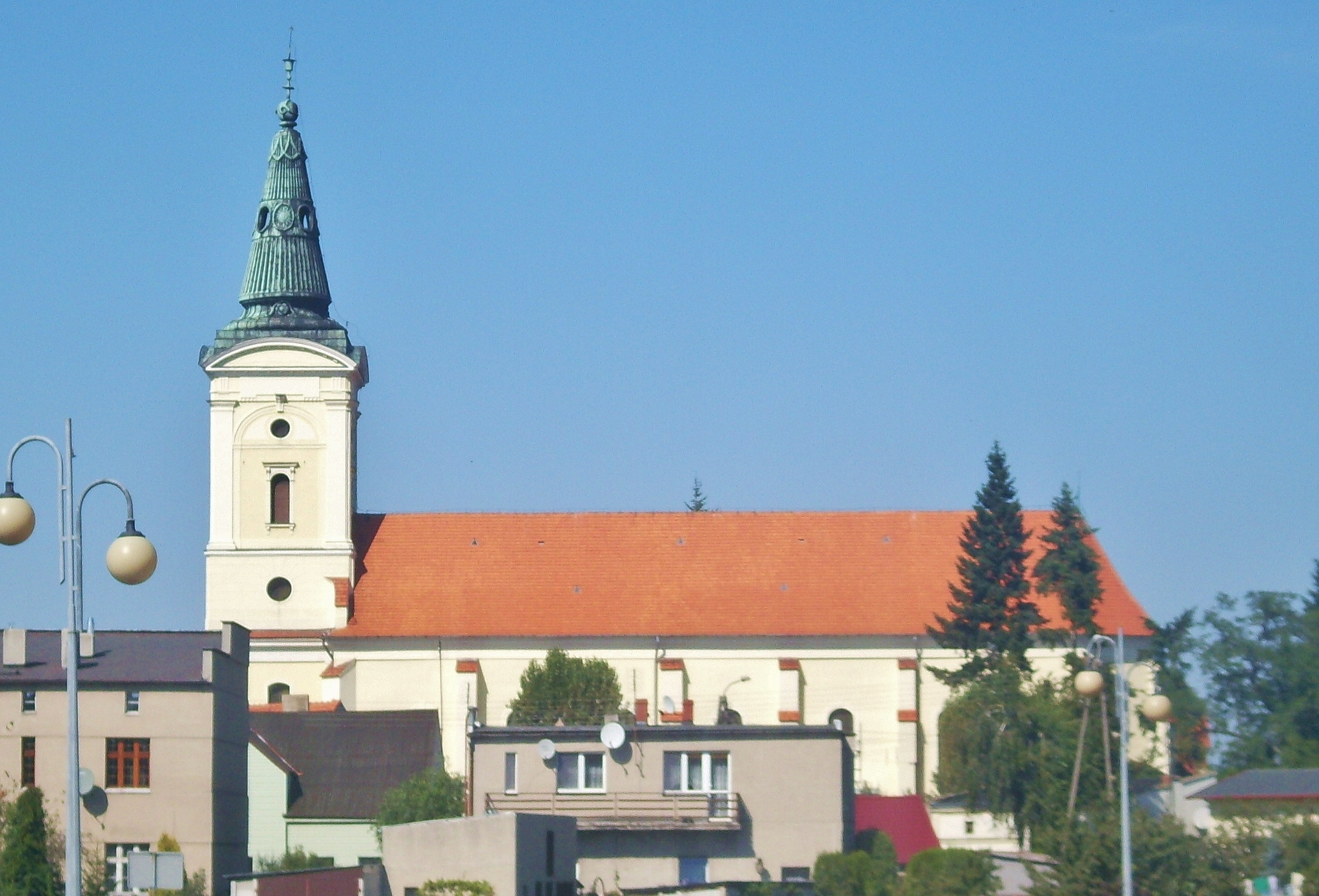
L'église paroissiale.
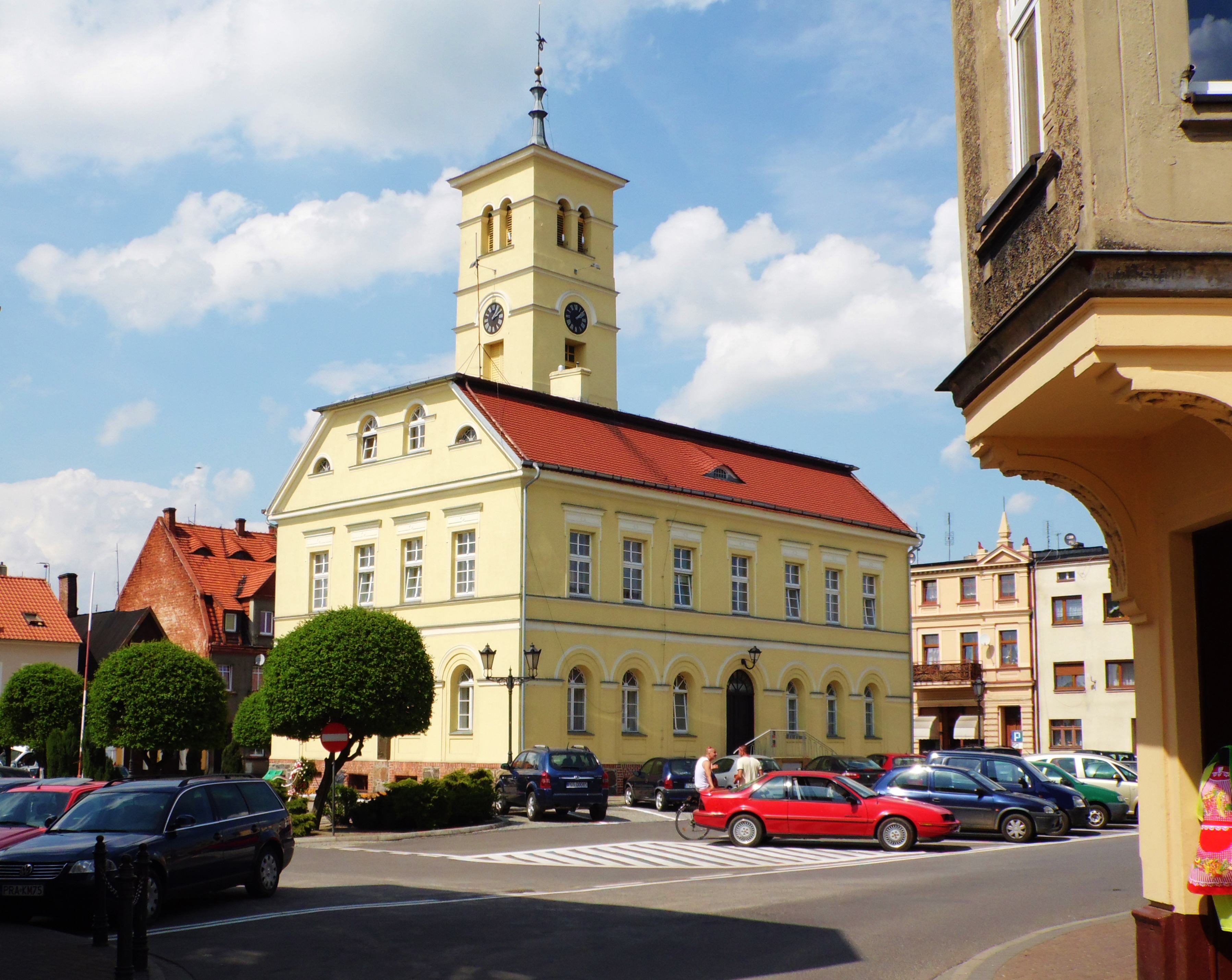
L'hôtel de ville.

## Voies de communication
Aucune route principale ne passe par la ville. La route nationale polonaise n°5 (qui relie Nowe Marzy à Lubawka (frontière tchèque)) passe à environ 5 km au sud de Poniec, à Bojanowo.